# Horst Laube
Horst Laube (* 21. Januar 1939 in Brüx; † 18. Oktober 1997 in Fröndenberg) war ein deutscher Dramaturg und Schriftsteller.

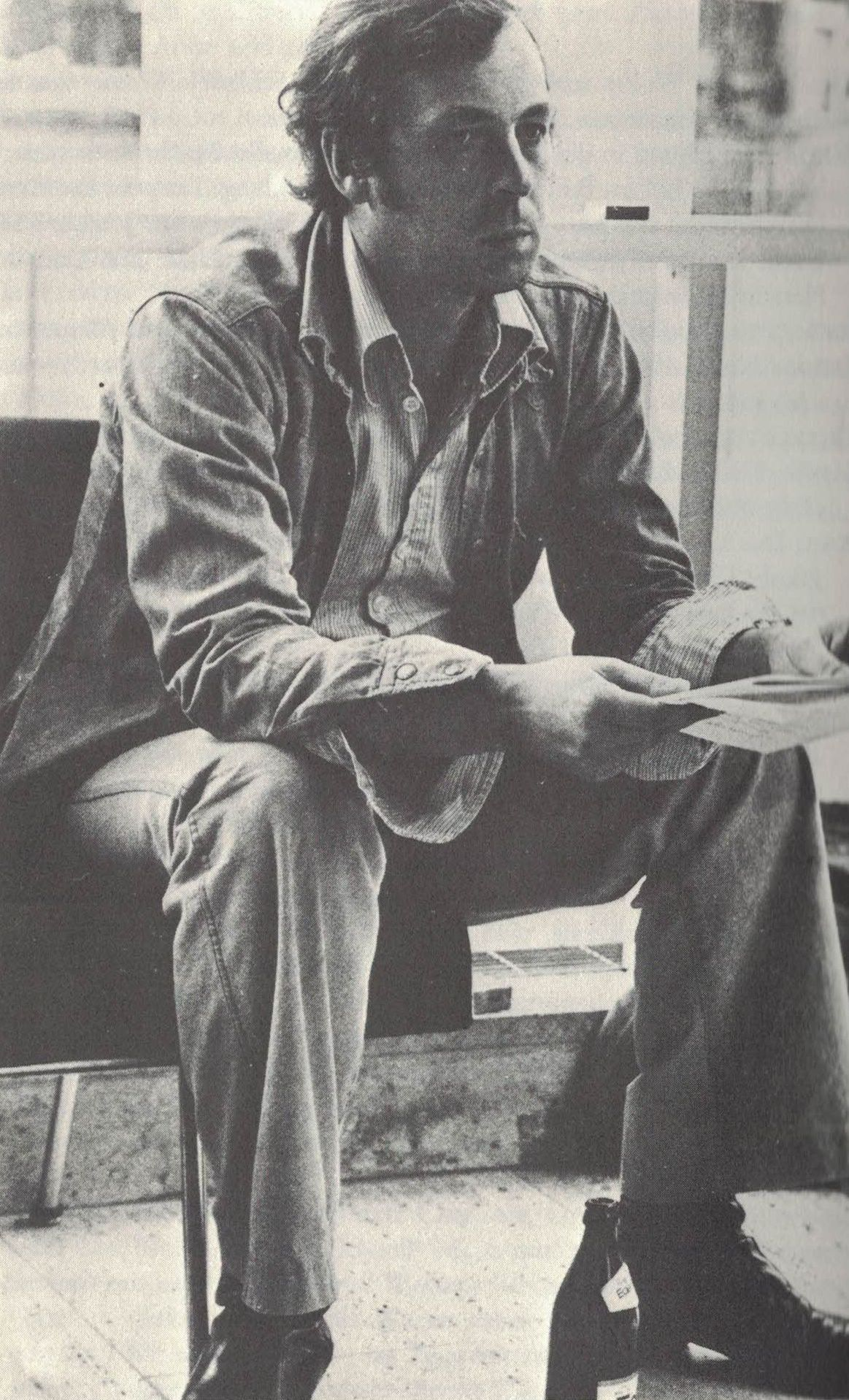
Horst Laube, anlässlich eines Treffens mit Heiner Müller, in Frankfurt am Main, 1978

## Leben
1939 im nordböhmischen Brüx geboren, verbrachte Horst Laube Kindheit und Jugend in Kassel. Von 1950 bis 1959 besuchte er das Friedrichsgymnasium. Bis 1963 studierte Laube in Marburg, München und Wien Germanistik, Kunstgeschichte und Theaterwissenschaft. Nach einem einjährigen Volontariat bei den Hessischen Nachrichten in Kassel war er in Essen und Wuppertal Feuilleton-Redakteur. Von 1968 bis 1972 wirkte er als Dramaturg bei den Wuppertaler Bühnen an. Von 1972 bis 1980 prägte er mit seinen Ideen das Schauspiel Frankfurt in einer Zeit, als neue Demokratiekonzepte erprobt wurden (Mitbestimmungstheater). Laube verpflichtete eine Reihe von viel versprechenden Regisseuren. Insbesondere gelang es ihm, Heiner Müller im Westen eine Plattform zur Umsetzung seiner Theaterkonzepte zu bieten. Das bis dahin noch unscharfe Berufsbild eines Dramaturgen sollte durch Laube Profil gewinnen. Der Dramaturg ist die intellektuelle Stütze des Regisseurs, der im engen Gedankenaustausch mit ihm zum Kern der jeweiligen Stücke vorzudringen versucht. Dabei kam es Laube darauf an, Schnitte, Brüche und Widersprüche herauszupräparieren und weniger den Eindruck eines homogenen Ganzen zu vermitteln. Als Kritiker war er für den Spiegel und die Frankfurter Rundschau tätig.
1985 wechselte er mit Jürgen Flimm zum Thalia Theater nach Hamburg. Zugleich war er Schriftsteller und Autor von fünf Theaterstücken, drei Romanen und mehreren Hörspielen – „Der Angstmann“ von 1980 würdigte Walter Jens als das beste des Jahres. Außerdem übersetzte und bearbeitete er Theaterstücke, wie beispielsweise von Shakespeare und de Musset. Er starb 1997 in einem Altenzentrum in Fröndenberg (Sauerland) an den Folgen eines Unfalls, der sich im Herbst 1986 in Hamburg ereignet hatte. Seiner Ehe mit Marlies Laube entstammen zwei Kinder: Luise (* 1966) und Benedikt (* 1971). 

## Werk

### Theaterstücke
- Der Dauerklavierspieler (UA 1974 am Schauspiel Frankfurt, Regie: Luc Bondy).
- gemeinsam mit Tankred Dorst: Goncourt oder Die Abschaffung des Todes (UA 1977 am Schauspiel Frankfurt, Regie: Peter Palitzsch)
- Der erste Tag des Friedens (UA in Düsseldorf, Regie: Hans-Dieter Jendreyko)
- Endlich Koch (UA 1980 am Thalia Theater, Regie: Peter Löscher)
- Finale in Smyrna. Komödie mach Motiven von Goldoni (UA 1985 am Bayerischen Staatsschauspiel München, Regie: Werner Schroeter).

### Romane, Erzählungen
- Ella Fällt, Darmstadt: Luchterhand, 1976 (Frankfurt a. M.: Syndikat, 1985).
- Zwischen den Flüssen. Reisen zu Joseph Conrad, Frankfurt a. M.: Syndikat, 1982 (Doppelgänger auf Borneo. Auf den spuren von Almayers Wahn, Hamburg: Rotbuch, 1998).
- Anhöhe im Wald. Erzählung, Frankfurt a. M.: Athenäum, 1986.

### Weitere Veröffentlichungen (in Auswahl)
- Peter Hacks (Friedrichs. Dramatiker des Welttheaters 68), Hannover: Friedrichs, 1972.
- Kommando Parsifal. Eine Erinnerungsübung, in: War da was? Theaterarbeit und Mitbestimmung am Schauspiel Frankfurt 1972–1980, hrsg. von Gert Loschütz in Zusammenarbeit mit Horst Laube, Frankfurt a. M., Syndikat, 1980, S. 181–191.
- Das Dritte liegt gegenüber, in: Erich Wonder, Raum-Szenen / Szenen-Raum, hrsg. von Elisabeth Schweeger, Stuttgart: Hatje, 1986, S. 89–94.
- Auf der Straße. Wo sonst? und weitere Prosastücke, in: Der Literatur Bote 53 (1999), S. 4–22.

### Herausgaben
- Ruhrpottbuch, Wuppertal: Hammer, 1972.
- Werkbuch über Tankred Dorst, Frankfurt a. M.: Suhrkamp, 1974.
- in Zusammenarbeit mit Brigitte Landes, Theaterbuch 1. Mit Fotos von Inge Rambow, München: Hanser, 1978.
- gemeinsam mit Gert Loschütz, War da was? Theaterarbeit und Mitbestimmung am Schauspiel. Frankfurt 1972–1980, Fotografien von Mara Eggert, Frankfurt a. M., Syndikat, 1980.

## Über Horst Laube
- Gerhard Stadelmaier: Höhlendenker. In: Frankfurter Allgemeine Zeitung, 22. Oktober 1997.
- Peter Iden: Die Tendenz zur Katastrophe. In: Frankfurter Rundschau, 23. Oktober 1997.
- Gert Loschütz: Stürze. Über Horst Laube. In: Der Literatur Bote 53 (1999), S. 22–28.
- Hans Neuenfels: Hermes im Labyrinth. Zum Tod des Autors und Dramaturgen Horst Laube. In: Theater heute 12 (1997), S. 1–2.